# Kanton Le Réolais et les Bastides
 Le Réolais et les Bastides  is een kanton van het Franse departement Gironde. Het kanton maakt deel uit van de arrondissementen Langon (75) en Libourne (14).
 Het telt 45.562  inwoners in 2018.

Het kanton  werd gevormd ingevolge het decreet van 20  februari 2014 met uitwerking op 22 maart 2015 met Pineuilh als hoofdplaats.

## Gemeenten
Het kanton Le Réolais et les Bastides omvatte bij zijn oprichting 90 gemeenten. Dit zijn alle gemeenten uit de opgeheven kantons Auros, Pellegrue,  La Réole, Sainte-Foy-la-Grande en Monségur et daarbij 14 van de 17 gemeenten van het opgeheven kanton Sauveterre-de-Guyenne.
Op 1 januari 2017 werden de gemeenten Castets-en-Dorthe en Castillon-de-Castets samengevoegd tot de fusiegemeente (commune nouvelle) Castets et Castillon.  Castets-en-Dorthe behoorde evenwel bij het kanton Le Sud-Gironde en daarom werd, bij decreet van 7 november 2019,  de gehele fusiegemeente toegewezen aan het kanton Le Sud-Gironde.
Sindsdien omvat het kanton Le Réolais et les Bastides volgende 89 gemeenten : 
- Aillas
- Auriolles
- Auros
- Bagas
- Barie
- Bassanne
- Berthez
- Blaignac
- Blasimon
- Bourdelles
- Brannens
- Brouqueyran
- Camiran
- Caplong
- Casseuil
- Castelmoron-d'Albret
- Castelviel
- Caumont
- Cazaugitat
- Cleyrac
- Coimères
- Cours-de-Monségur
- Coutures
- Daubèze
- Dieulivol
- Les Esseintes
- Eynesse
- Floudès
- Fontet
- Fossès-et-Baleyssac
- Gironde-sur-Dropt
- Hure
- Lados
- Lamothe-Landerron
- Landerrouat
- Landerrouet-sur-Ségur
- Les Lèves-et-Thoumeyragues
- Ligueux
- Listrac-de-Durèze
- Loubens
- Loupiac-de-la-Réole
- Margueron
- Massugas
- Mauriac
- Mérignas
- Mesterrieux
- Mongauzy
- Monségur
- Montagoudin
- Morizès
- Neuffons
- Noaillac
- Pellegrue
- Pineuilh
- Pondaurat
- Le Puy
- Puybarban
- La Réole
- Rimons
- Riocaud
- Roquebrune
- La Roquille
- Ruch
- Saint-André-et-Appelles
- Saint-Antoine-du-Queyret
- Saint-Avit-de-Soulège
- Saint-Avit-Saint-Nazaire
- Saint-Brice
- Saint-Exupéry
- Saint-Félix-de-Foncaude
- Saint-Ferme
- Saint-Hilaire-de-la-Noaille
- Saint-Hilaire-du-Bois
- Saint-Martin-de-Lerm
- Saint-Martin-du-Puy
- Saint-Michel-de-Lapujade
- Saint-Philippe-du-Seignal
- Saint-Quentin-de-Caplong
- Saint-Sève
- Saint-Sulpice-de-Guilleragues
- Saint-Sulpice-de-Pommiers
- Saint-Vivien-de-Monségur
- Sainte-Foy-la-Grande
- Sainte-Gemme
- Sauveterre-de-Guyenne
- Savignac
- Sigalens
- Soussac
- Taillecavat